# Yotam Halperin
Yotam Halperin (Tel Aviv, 24. siječnja 1984.) je izraelski profesionalni košarkaš. Igra na poziciji bek šutera, a može igrati i razigravača. Trenutačno je član grčkog euroligaša Olympiakosa. Izabran je u 2. krugu (53. ukupno) NBA drafta 2006. od strane Seattle SuperSonicsa. 

## Karijera
Košarkom se je počeo baviti već s 8 godina kada je bio član omladinskog pogona Maccabi Tel Aviva. Nakon što je završio srednju školu odlazi u prvu momčad Maccabija. Uglavnom je u igru ulazio s klupe, a 2005. stiže ponuda ljubljanske Union Olimpije i odlazi u Sloveniju. Ondje je postao prava košarkaška zvijezda i s Olimpijom je osvojio slovensko prvenstvo i kup. Nakon toga prijavio se je na NBA draft, a ondje izabran u 2. krugu (53. ukupno) od strane Seattle SuperSonicsa. Time je postao prvi izraelski košarkaš kojem je to pošlo za rukom. Iako je odmah htio u NBA, to se nije dogodilo jer mu nitko nije garantirao NBA ugovor. Umjesto toga u sezoni 2006./07. natrag se vraća u izraelski Maccabi. U sezoni 2007./08. predvodio je Maccabi do Final Foura Eurolige koji se je održavao u Madridu. Od sezone 2008./09. član je grčkog Olympiakosa.

## Vanjske poveznice
- Profil  Arhivirana inačica izvorne stranice od 27. veljače 2008. (Wayback Machine) na Basketpedya.com
- Profil na NBA.com
- Profil na Euroleague.net